# Бритс, Схалк
Схалк Бургер Бритс (африк. Schalk Burger Brits; 16 мая 1981, Эмпангени, ЮАР) — южноафриканский регбист, игрок национальной сборной ЮАР, выступавший на позиции хукера.

## Клубная карьера
Свою профессиональную регбийную карьеру Бритс начал в 2002 году в клубе «Уэстерн Провинс», выступающем в кубке Карри. В 2004 году он перешёл в «Голден Лайонз», а 27 февраля 2005 года дебютировал в чемпионате Супер 12 за «Кэтс» в матче против «Буллз».
16 января 2006 года он вернулся в клубную систему Западно-Капской провинции, т.е. в «Уэстерн Провинс» и «Стормерз». Его дебют за новый клуб пришёлся на матч, прошедший 16 февраля 2006 года, против его бывшей команды «Кэтс». За 4 сезона выступлений в Супер 14 он провёл 51 матч и занёс 4 попытки.
13 мая 2009 года было объявлено о переходе Схалка в английский клуб «Сараценз». 5 сентября 2009 года он сыграл первый матч в чемпионате Англии против «Лондон Айриш». Именно этот переход позволил ему впервые в карьере стать стабильным игроком основного состава своей команды, что помогло Бритсу получить звание лучшего игрока «Сарацинов» по итогам сезона 2009/2010.
28 мая 2011 года Схалк одержал победу в чемпионате Англии, одолев вместе с командой в финале «Лестер», причём сам Бритс провёл на поле все 80 минут и был назван игроком матча. В этом же году он был отдан в краткосрочную аренду в свой бывший клуб «Стормерз» для участия в полуфинале «Супер Регби», вместо травмированного Дуане Вермёлена.
30 мая 2015 года в составе «Сарацинов» он вновь победил в розыгрыше чемпионата Англии, обыграв клуб «Бат» 16-28.
В 2019 году Схалк вернулся в ЮАР, сыграв 11 матчей за «Буллз». В конце года завершил профессиональную карьеру.

## Карьера в сборной
Первый официальный матч за «Спрингбокс» Бритс сыграл 21 июня 2008 года в тестовой игре с командой Италии, выйдя на замену на 65-й минуте вместо Бисмарка дю Плесси. В этом же году он попал в заявку команды на участие в Кубке Трёх Наций, на котором сыграл две гостевые встречи с Новой Зеландией и Австралией, не отметившись результативными действиями.
Следующие вызовы в сборную состоялись лишь в 2012 и 2013 году на товарищеские туры южноафриканцев по Британским островам, где Схалк появлялся четырежды на замену.
15 августа 2015 года Бритс принял участие в тестовой игре с командой Аргентины, по результатам которой 28 августа 2015 года был включён в заявку для участия в чемпионате мира 2015 года. На турнире ему удалось провести два матча с Самоа и США, причём в первой из них он занёс свою первую попытку за сборную.
В 2019 году Бритс со сборной завоевал титул чемпиона мира в Японии.